# Trương Mãnh (Đông Hán)
Trương Mãnh (chữ Hán: 張猛, ? – 210), tên tự là Thúc Uy, người huyện Uyên Tuyền, quận Đôn Hoàng , quan viên cuối đời Đông Hán trong lịch sử Trung Quốc. Ông bất hòa với thượng cấp của mình là Hàm Đan Thương, bèn nổi dậy giết chết ông ta, cuối cùng bị tướng quân Hàn Toại trấn áp.

## Thân thế
Ông nội Trương Mãnh là Trương Đôn, làm đến chức Thái thú Hán Dương.
Cha ông là danh thần Trương Hoán, một trong "Lương Châu tam minh" (cùng Hoàng Phủ Quy, Đoàn Quýnh). Hoán nhiều năm làm thái thú Vũ Uy, được nhân dân ở đây làm lập từ thờ phụng.
Mãnh là con trai thứ ba của Hoán, anh cả là nhà thư pháp Trương Chi, đương thời ca ngợi là "Thảo thánh"; anh thứ là Trương Xưởng, làm đến Hoàng môn thị lang.

## Cuộc đời và sự nghiệp
Đầu những năm Kiến An (196 – 220), Trương Mãnh làm công tào ở quận, thấy 4 quận Hà Tây cách xa Lương Châu, lại bị bọn cướp ven Hoàng Hà ngăn trở, nên dâng thư xin đặt riêng một châu. Năm thứ 14 (209), có chiếu lấy người quận Trần Lưu là Hàm Đan Thương làm Ung Châu thứ sử, quản lý 4 quận Hà Tây. Khi ấy chức Vũ Uy thái thú đang khuyết, có chiếu cho rằng cha Mãnh được kính trọng ở Hà Tây, nên bổ nhiệm Mãnh vào vị trí ấy.
Thương, Mãnh cùng lên đường nhiệm chức. Hai người bằng tuổi, từ trước đã có bất hòa, trên đường đi không ngừng xung đột. Đến nơi, Mãnh phát giác Thương tìm cớ giết mình, lập tức phát binh tấn công. Bởi nhiệm sở của hai người gần nhau , Thương không chạy kịp, trèo lên mái nhà, gọi to thỉnh cầu Mãnh hòa giải. Mãnh gọi Thương đến gặp mặt, trách mắng ông ta, rồi giao cho Đốc bưu trông coi. Sau đó Thương muốn bỏ trốn, nên bị giết.
Năm sau (210), tướng quân Hàn Toại tiến đánh Mãnh, ông phát binh chống lại, nhưng quân dân Hà Tây sợ Toại, quay lại tấn công Mãnh. Mãnh biết mình không thoát, lên lầu tự thiêu mà chết.

## Dật sự
Khi Trương Hoán còn làm Vũ Uy thái thú, Mãnh đang ở trong bụng mẹ. Người mẹ mơ thấy mình đeo ấn thụ của Hoán, lên đàn ca hát, bèn kể lại với chồng. Hoán hỏi người giải mộng, người ấy nói: "Phu nhân sắp sanh con trai, về sau nếu hắn làm quan ở quận này, ắt chết ở chức này đấy!"